# Langmattenwäldchen (Freiburg im Breisgau)

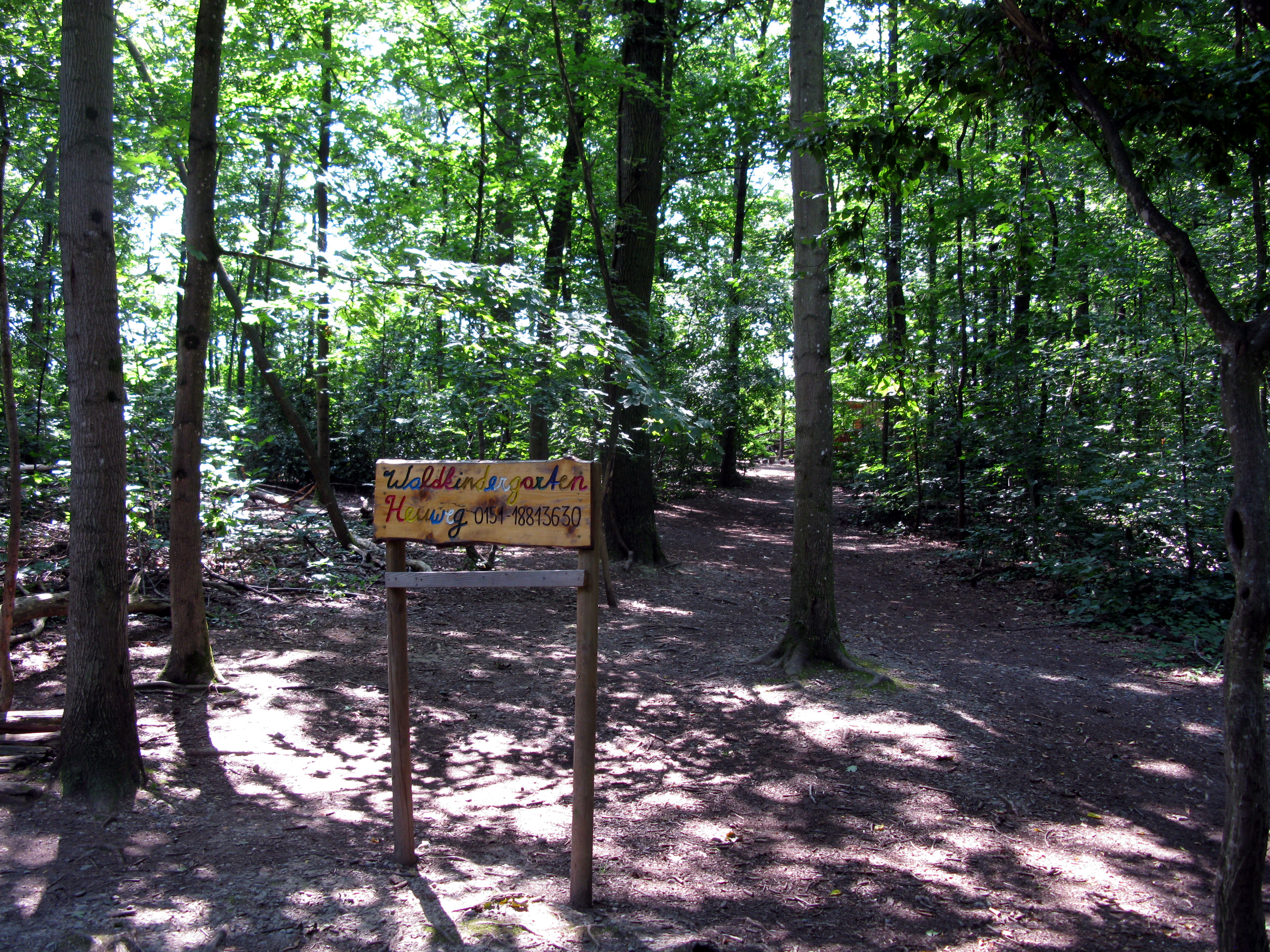
Langmattwäldchen zwischen Freiburg-Rieselfeld und dem geplanten Stadtteil Dietenbach, mit Hinweisschild zum Waldkindergarten Heuweg (2021)

Das Langmattenwäldchen ist ein Wald in Freiburg im Breisgau. Er ist auch bekannt unter dem Namen Langmattenwald oder in Anlehnung an den geplanten neuen Stadtteil Dietenbach als Dietenbachwald. Das Langmattenwäldchen befindet sich nördlich des bestehenden Stadtteils Rieselfeld und des Naturschutzgebietes Rieselfeld und grenzt diese vom geplanten Stadtteil Dietenbach ab. Im Osten wird er von der Tel-Aviv-Yafo-Allee bzw. von den Sportanlagen begrenzt, im Westen vom Mundenhof. Das Langmattenwäldchen befindet sich seit dem Jahr 2023 vollständig im Besitz der Stadt Freiburg, zuvor hatte diese die Flurstücke in Privatbesitz von den verschiedenen Eigentümern erworben.
Von dem gut 13 Hektar großen Wald sollen nach Plänen der Stadt Freiburg 4,4 Hektar für den neuen Stadtteil Dietenbach gerodet werden. Die Rodungen sind umstritten: Im Juni 2021 besetzten Klimaaktivisten den Wald. Verschiedene Vereine und Initiativen habe sich zum Aktionsbündnis Hände weg vom DietenbachWALD! zusammengeschlossen, darunter die Ortsgruppen der Umweltverbände BUND und NABU. Eine Petition zum Erhalt des Langmattenwäldchens läuft auf der Internetplattform openPetition.

## Ökologische Bedeutung
Der Langmattenwäldchen ist ein Laubwald mit großem Anteil an Altbäumen. Die in großem Maß vorhandenen Baumhöhlen und Totholzstrukturen bieten Fledermäusen, höhlenbrütenden Vögeln sowie seltenen Alt- und Totholzkäfern Lebensraum.
Ein von der Stadt Freiburg in Auftrag gegebenes Umweltgutachten bewertet große Teile des Langmattenwäldchens als Biotope von „sehr hoher Wertigkeit“. Ein kleiner Teil des Waldes wird von den Gutachtern als beeinträchtigt angesehen, zum Beispiel wegen der Präsenz verfallener Gebäude. Der Wald dort erreicht aber immer noch eine „hohe Wertigkeit“.

### Fauna
Folgende Tierarten, die in den Artenschutzgutachten zum neuen Stadtteil als Bewohner des Langmattenwäldchens aufgeführt sind, werden auf der Roten Liste der gefährdeten Arten geführt:
Säugetiere:
- Bechsteinfledermaus (Rote-Liste-Status: stark gefährdet)[9]
- Wimperfledermaus (stark gefährdet)[10]
- Breitflügelfledermaus (gefährdet)[11]
- Großer Abendsegler (Vorwarnliste)[12]
- Haselmaus (Vorwarnliste)[13]

Insekten:
- Hirschkäfer (Rote-Liste-Status: stark gefährdet)[14]
- Vierpunkt-Flechtenbärchen (gefährdet)[15]
- Linden-Sichelflügler (Vorwarnliste)[16]
- Kleiner Schillerfalter (Apatura ilia) (Vorwarnliste)[17]
- Große Schiefkopfschrecke (Rote-Liste-Status: extrem selten)[18]

Vögel:
- Kuckuck (Vorwarnliste; Status in Baden-Württemberg: stark gefährdet)[19]
- Pirol (Vorwarnliste. Status in Baden-Württemberg: gefährdet)[20]
- Star (Rote-Liste-Status: gefährdet)[21]
- Grauschnäpper (Vorwarnliste)[22]

Reptilien:
- Zauneidechse (Vorwarnliste)[23]

## Gerichtliche Auseinandersetzung um Gasleitungstrasse
Die ersten Rodungen im Langmattenwäldchen waren für Oktober 2023 geplant. Sie waren für die Verlegung einer Erdgashochdruckleitung von der Stadt Freiburg in Auftrag gegeben worden. Das Regierungspräsidium Freiburg hatte die Arbeiten am 31. August 2023 genehmigt. Dafür sollte eine 25 Meter breite und rund 120 Meter lange Schneise durch den Wald geschlagen werden. Rund 3000 Quadratmeter Wald sollten gefällt werden. Die Gasleitung verläuft bisher durch das Gebiet des geplanten Neubaustadtteils Dietenbach und muss vor Beginn der Bauarbeiten an eine andere Stelle verlegt werden. Im Oktober 2023 klagte der Naturschutzbund Deutschland e.V. (NABU), Ortsgruppe Freiburg, vor dem Verwaltungsgericht Freiburg gegen die Rodungen für die Gasleitungstrasse. Am 17. Oktober 2023 gab das Gericht dem Eilantrag des NABU statt und untersagte vorläufig die Rodungen.
Gegen diesen Entscheid legten die Stadt Freiburg und das Regierungspräsidium Freiburg am 27. Oktober desselben Jahres Beschwerde ein. Diese wurde im März 2024 nach Ablauf der Rodungsperiode vom Verwaltungsgerichtshof Mannheim zurückgewiesen, allerdings inhaltlich bestätigt. Die Rodung für die Trasse erfolgte im Dezember 2024.

## Rezeption
Im Jahr 2022 hatte der Kurzfilm Das Kleinod – Der umkämpfte Dietenbachwald der Freiburger Filmemacherin Sarah Moll Premiere. Der Film, der die Bedeutung des Waldes für die Menschen in Freiburg darstellt, wurde beim 8. Greenmotions Filmfestival ausgezeichnet.
Die Freiburger Musikerin Hannah Baumstark veröffentlichte im Herbst 2023 auf dem Instagram-Kanal des Aktionsbündnisses Hände weg vom DietenbachWALD! den Song Dieti bleibt.